# رود سولیانکا
رود سولیانکا (انگلیسی: Solyanka) یک رودخانه در سرزمین پرم کشور روسیه است.